# Rebeca Gerschman
Rebeca Gerschman (Carlos Casares, provincia de Buenos Aires; 19 de junio de 1903-Buenos Aires; 4 de abril de 1986) fue una investigadora científica argentina, doctora en Farmacia y Bioquímica por la Universidad de Buenos Aires cuyos aportes fueron relevantes para la fisiología y la biología.
En 1954 postuló su tesis sobre la incidencia de las altas concentraciones de oxígeno en ciertas enfermedades y en el envejecimiento, mediada por la producción de radicales libres. Gerschman encontró que dicha formación da origen a las patologías que la radiación ionizante, como la de los rayos X, puede causar en los seres vivos. De esta forma, logró explicar con un mismo modelo teórico, fenómenos en apariencia muy diferentes. Esta teoría, revolucionaria para el ambiente científico de la época, se conocería como la "Teoría de Gerschman". Fue una defensora de los derechos de la mujer en el campo científico.

## Ámbito científico
Se graduó como bioquímica y farmacéutica en la Universidad de Buenos Aires. Comenzó a trabajar en el Instituto Houssay donde se doctoró con una tesis sobre el potasio plasmático, en 1939, dando lugar al método Gerschman-Marenzi para poder medir el potasio en sangre.
Terminada la Segunda Guerra Mundial, realizó una especialización en Rochester, Nueva York, Estados Unidos. Es 1954, postuló su tesis sobre la incidencia del oxígeno en ciertas enfermedades y en el envejecimiento, esta teoría se conocería como la teoría Gerschman. La teoría no fue totalmente aceptada hasta que en 1969 Joseph McCord y Fridovich descubren la enzima superóxido dismutasa. El descubrimiento de Rebeca Gershman fue fundamental para entender las actuales teorías sobre los radicales libres y los antioxidantes.
Su cátedra de fisiología en la Universidad de Buenos Aires se destacó por usar métodos no convencionales de docencia para la época como era invitar personalidades destacadas en el ámbito y hacer uso del cine científico.

## Honores
En su honor existe el Premio Rebeca Gerschman.

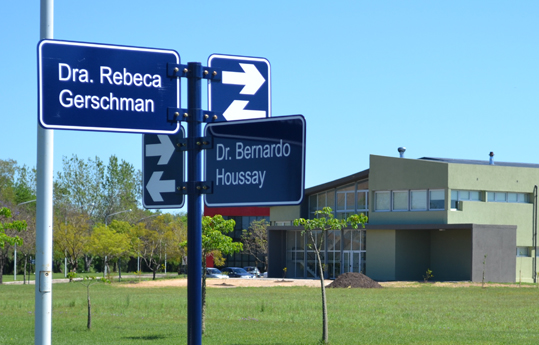
Calles del Predio de Santa Fe del CONICET denominadas con nombres de destacados científicos

### Nombres de calles en predios de ciencias
Las calles del predio de Santa Fe del CONICET llevan nombres elegidos por su Consejo Directivo, de entre personas de Argentina destacadas en las ciencias.
La fotografía destaca las calles del predio de la esquina en que se cruzan la calle de Rebeca Gerschman y la de Bernardo Houssay.

### Nombres de mujer para nuevas calles urbanas
Durante 2019, en el barrio de Palermo de la Ciudad Autónoma de Buenos Aires, al inaugurarse el Parque Ferroviario a partir de las obras de elevación del Ferrocarril General San Martín. surgió una arteria semipeatonal.

Las autoridades convocaron a la elección del nombre de la calle mediante una votación en la que intervinieron los habitantes, con el objetivo de seleccionar nombres a fin de resaltar la labor de destacadas mujeres en la historia argentina.
María Teresa Ferrari de Gaudino obtuvo el primer lugar, totalizando 4512 votos que erigieron al reconocimiento a la médica argentina nacida en 1887 y fallecida en 1956. Rebeca Gerschman la secundó con 4302 votos. Amalia Celia Figueredo, primera mujer de Sudamérica que piloteó un avión en 1914, ocupó el tercer lugar con 3661 votos.